# Liste des municipalités de Rhode Island
L'État américain de Rhode Island compte 39 municipalités incorporées ayant le statut de city (8) ou de town (31).

## Statut
Les villes de Rhode Island sont réglementées par l'article XIII de la constitution de l'État (Home Rule for Cities and Towns). Les cities et towns sont soumises au statut défini par l'Assemblée générale de Rhode Island tant qu'elles n'ont pas adopté une charte « Home Rule » par référendum. En 2006, 35 des 39 municipalités de l'État avaient adopté des chartes municipales, choisissant leur mode de gouvernement selon l'un des quatre modèles de gouvernement :
- maire-conseil (mayor-council) ;
- conseil-manager (council-manager) ;
- administrateur-conseil (administrator-council) ;
- conseil municipal-réunion municipale (town council-town meeting).

Le maire est élu par les citoyens tandis que le manager ou l'administrateur est élu par le conseil municipal. Enfin, dans le dernier modèle, il n'y a pas d'exécutif à temps plein.

## Liste
| Nom              | Statut | Comté      | Population (2010) | Superficie (terre) | Superficie (terre) |
| Nom              | Statut | Comté      | Population (2010) | sq mi              | km²                |
| ---------------- | ------ | ---------- | ----------------- | ------------------ | ------------------ |
| Barrington       | Town   | Bristol    | 16 310            | 8,22               | 20,7               |
| Bristol          | Town   | Bristol    | 22 954            | 9,82               | 23,3               |
| Burrillville     | Town   | Providence | 15 955            | 55,03              | 142,5              |
| Central Falls    | City   | Providence | 19 376            | 1,20               | 2,6                |
| Charlestown      | Town   | Washington | 7 827             | 36,45              | 93,2               |
| Coventry         | Town   | Kent       | 35 014            | 59,05              | 152,9              |
| Cranston         | City   | Providence | 80 387            | 28,34              | 72,5               |
| Cumberland       | Town   | Providence | 33 506            | 26,45              | 68,5               |
| East Greenwich   | Town   | Kent       | 13 146            | 16,39              | 41,4               |
| East Providence  | City   | Providence | 47 037            | 13,24              | 33,7               |
| Exeter           | Town   | Washington | 6 425             | 57,47              | 147,6              |
| Foster           | Town   | Providence | 4 606             | 50,80              | 129,5              |
| Glocester        | Town   | Providence | 9 746             | 54,18              | 139,9              |
| Hopkinton        | Town   | Washington | 8 188             | 42,95              | 111,2              |
| Jamestown        | Town   | Newport    | 5 405             | 9,45               | 24,5               |
| Johnston         | Town   | Providence | 28 769            | 23,43              | 60,7               |
| Lincoln          | Town   | Providence | 21 105            | 18,12              | 46,9               |
| Little Compton   | Town   | Newport    | 3 492             | 20,52              | 53,1               |
| Middletown       | Town   | Newport    | 16 150            | 12,72              | 32,9               |
| Narragansett     | Town   | Washington | 15 868            | 13,89              | 36,0               |
| New Shoreham     | Town   | Washington | 1 051             | 9,08               | 23,5               |
| Newport          | City   | Newport    | 24 672            | 7,67               | 19,9               |
| North Kingstown  | Town   | Washington | 26 486            | 43,14              | 111,7              |
| North Providence | Town   | Providence | 32 078            | 5,62               | 14,6               |
| North Smithfield | Town   | Providence | 11 967            | 23,80              | 61,6               |
| Pawtucket        | City   | Providence | 71 148            | 8,68               | 22,5               |
| Portsmouth       | Town   | Newport    | 17 389            | 22,98              | 59,5               |
| Providence       | City   | Providence | 178 042           | 18,40              | 47,7               |
| Richmond         | Town   | Washington | 7 708             | 40,29              | 104,4              |
| Scituate         | Town   | Providence | 10 329            | 48,16              | 124,7              |
| Smithfield       | Town   | Providence | 21 430            | 26,31              | 68,1               |
| South Kingstown  | Town   | Washington | 30 639            | 56,45              | 146,2              |
| Tiverton         | Town   | Newport    | 15 780            | 29,05              | 75,2               |
| Warren           | Town   | Bristol    | 10 611            | 6,12               | 15,9               |
| Warwick          | City   | Kent       | 82 672            | 35,04              | 90,8               |
| West Greenwich   | Town   | Kent       | 6 135             | 50,26              | 130,2              |
| West Warwick     | Town   | Kent       | 29 191            | 7,79               | 20,2               |
| Westerly         | Town   | Washington | 22 787            | 29,52              | 76,5               |
| Woonsocket       | City   | Providence | 41 186            | 7,74               | 20,0               |